# 薛山
薛山，是上海市松江区的山峰，因唐代薛道约在此居住而得名。又称玉屏山。面积0.267平方千米，海拔74.1米。据《嘉庆府志》，有兴云岭、紫芝岩、仙人床、梅花峰、青莲池、学士亭、苦节碑、薛老庵、景华桥、宜晚堂等“十景”。